# Музей истории города Первомайска
Музей истории города Первомайска — музей, основанный в 1966 году в Первомайске Луганской области.

## История
Музей основан в 1966 году на общественных началах. Первым директором стал П. Н. Руденко, чья коллекция перешла в экспозицию.
После пожара 1975 года музей закрыли.
В 1981 году построено новое здание/>.
В 1985 году музей открыт в честь 40-летия конца Великой Отечественной войны. Директором стал Л. И. Фоменко.
С 1987 года работает как отдел Луганского областного краеведческого музея.

## Экспозиция
В фонде музея хранится 3200 предметов.
В музее 4 зала:
- Первый зал посвящён природе Первомайска, коллекция этого раздела всё время пополняется.
- Второй — истории Первомайска в дореволюционный период.
- Третий рассказывает об истории Первомайска в годы Великой Отечественной войны.
- Четвёртый — посвящён жизни шахтёров.